# Wilm Hundt
Friedrich Wilhelm (Wilm) Hundt, född den 1 juni 1899 i Quedlinburg, Tyskland, död 1978, var en tysk-svensk målare.
Han var son till polismästaren Rudolf Hundt och Marie Tangerman och från 1928 gift med Ruth Österlund. Hundt studerade för Richard Dreher, Robert Sterl och Oskar Kokoschka vid konstakademien i Dresden 1919–1926 och under studieresor till Italien och Schweiz. Han var sedan 1929 bosatt i Sverige. Separat ställde han i Linköping och han medverkade i samlingsutställningar med konstnärsföreningen Färgklangen. Hans konst består av stilleben, figurer, porträtt och norrländska landskapsmotiv. Hundt är representerad vid Sächsische Staatsgalerie i Dresden och Stadtmuseum Quedlinburg.